# Seismograf
En seismograf er et apparat, der måler og optegner jordrystelser.
En seismograf består i princippet af et ophængt lod forsynet med en spids eller pen. På denne måde kan der tegnes kurver, seismogrammer, og man kan få et indtryk af jordskælvets styrke og retning.
De gamle seismografer kunne kun registrere vandrette bevægelser, men i dag har man seismografer, der er i stand til at registrere op-ned bevægelser, frem-tilbage bevægelser samt sideværts bevægelser.
Man anvender både mekaniske og elektromagnetiske seismografer. De mekaniske består af fjederophængte penduler, der kan registrere både lodrette og vandrette bevægelser alt efter om der er tale om vertikalpenduler eller horisontalpenduler.
I de moderne elektromagnetiske seismografer bevæger det svingende system en trådrulle i et magnetfelt. Den inducerede spænding giver anledning til en strøm, der kan registreres af et spejlgalvanometer (1,2)